# Baccharis sphenophylla
A Baccharis sphenophylla é uma espécie de Baccharis nativa e endêmica do Brasil. Tem ocorrência confirmada no Sul e Sudeste do Brasil, nos estados do Paraná, São Paulo e Minas Gerais, possuindo como domínio fitogeográfico o Cerrado e a Mata Atlântica. Detém estado de conservação quase ameaçada.

## Sinônimos
- Baccharis subumbelliformis Heering ex Malme

## Descrição
É caracterizada pela presença de xilopódio, ramos sem alas e estrias ou estriados, folhas desenvolvidas, nervação trinérvea, pecíolo séssil, limbo obdeltoide; margens dentadas, inflorescência na forma de capitulescência (glomérulos de capítulos), sexualidade dos capítulos homógamo com somente flores tubulosas estaminadas/filiformes pistiladas.

## Composição química
O estudo fitoquímico do extrato hexânico das partes aéreas de Baccharis sphenophylla revelou a presença de diterpenos do tipo ent-caurenos e ent-abietadienos, sesquiterpenos, e fenilpropanoides.

## Atividade biológica
O extrato hexânico das partes aéreas de Baccharis sphenophylla se mostrou ativo contra formas tripomastigotas de Trypanosoma cruzi na concentração de 300 μg/mL.